# 현정론
현정론(顯正論)은 기화(1376년-1431년)의 불교 저서로 숭유억불을 비판하며 불교를 옹호했다.

## 같이 보기
- 한국 철학
- 한국의 불교
- 한국의 유교